# Жозе Перасіо
Жозе Перасіо Берхун (порт. José Perácio Berjun, 2 листопада 1917, Нова-Ліма — 10 березня 1977, Ріо-де-Жанейро) — бразильський футболіст, що грав на позиції нападника, зокрема, за клуб «Фламенго», а також національну збірну Бразилії.
Триразовий переможець Ліги Мінейро. Триразовий переможець Ліги Каріока. 

## Клубна кар'єра
У футболі дебютував 1932 року виступами за команду «Вілла Нова», в якій провів чотири сезони. 
Протягом 1937—1940 років захищав кольори клубу «Ботафогу».
Своєю грою за останню команду привернув увагу представників тренерського штабу клубу «Фламенго», до складу якого приєднався 1941 року. Відіграв за команду з Ріо-де-Жанейро наступні вісім сезонів своєї ігрової кар'єри. У складі «Фламенго» був одним з головних бомбардирів команди, маючи середню результативність на рівні 0,79 голу за гру першості.
Завершив професійну ігрову кар'єру у клубі «Канто до Ріо», за команду якого виступав протягом 1950—1951 років.
| Дата       | Місто          | Господарі | Результат | Гості          | Турнір                | Голи | Примітки |
| ---------- | -------------- | --------- | --------- | -------------- | --------------------- | ---- | -------- |
| 05.06.1938 | Страсбур       | Бразилія  | 6 – 5     | Польща         | ЧС 1938 - 1/8 фіналу  | 2    |          |
| 12.06.1938 | Бордо          | Бразилія  | 1 – 1     | Чехословаччина | ЧС 1938 - чвертьфінал | -    |          |
| 16.06.1938 | Марсель        | Італія    | 2 – 1     | Бразилія       | ЧС 1938 - півфінал    | -    |          |
| 19.06.1938 | Бордо          | Бразилія  | 4 – 2     | Швеція         | ЧС 1938 - за 3 місце  | 1    |          |
| 22.01.1939 | Ріо-де-Жанейро | Бразилія  | 3 – 2     | Аргентина      | Копа Рока             | 1    |          |
| 31.03.1940 | Ріо-де-Жанейро | Бразилія  | 1 – 1     | Уругвай        | Копа Ріо Бранко       | -    |          |
| Усього     |                | Матчів    | 6         |                | Голів                 | 4    |          |

Помер 10 березня 1977 року на 60-му році життя у місті Ріо-де-Жанейро.

## Титули і досягнення
- Переможець Ліги Мінейро (3):

«Вілла Нова»: 1933, 1934, 1935
- Переможець Ліги Каріока (3):

«Фламенго»: 1942, 1943, 1944
- Бронзовий призер чемпіонату світу: 1938